# Tô Huệ
Tô Huệ (chữ Hán: 蘇蕙), tự Nhược Lan (若蘭), là một tài nữ thời Tiền Tần Phù Kiên, khoảng thời kỳ Ngũ Hồ thập lục quốc trong lịch sử Trung Quốc.
Trong văn học Trung Hoa, bà nổi tiếng với tác phẩm trứ danh Tuyền Ki đồ (璿璣圖), hay còn gọi là Chức Cẩm Hồi văn thi (織錦回文詩).

## Tiểu sử
Tô thị người Thủy Bình (始平; nay là Vũ Công, Thiểm Tây), là con gái thứ ba của Trần Lưu Vũ Công huyện lệnh Tô Đạo Chất (蘇道質), xuất thân trong một gia đình có truyền thống thơ văn. Theo Tấn thư, phần Liệt nữ truyện, Tô thị từ nhỏ nổi tiếng thông tuệ, mỹ mạo xuất chúng, 3 tuổi đã học đọc chữ, 5 tuổi đã học làm thơ, 7 tuổi đã học vẽ, 9 tuổi đã học thêu thùa, 12 tuổi đã tinh thông dệt gấm.
Năm 16 tuổi, Tô thị một lần đến A Dục Vương tự (阿育王寺), gặp gỡ một thiếu niên anh tuấn, giỏi võ lược, tên gọi Đậu Thao (窦滔), Tô thị đem chân tình trình bày với cha mẹ, và năm 374 (Tiền Tần Kiến Nguyên năm thứ 14), Tô thị gả cho Đậu Thao. Khi về nhà, Tô thị rất mực chiều chồng, đảm đương tất cả mọi việc gia đình để cho Đậu Thao có đủ thì giờ theo đuổi trau dồi nghiên bút. Người ở quanh vùng đều cho là hạnh phúc và hết sức ngợi khen nàng.
Sau khi Phù Kiên lên ngôi, Đậu Thao làm quan cai trị có nhiều thành tích, thăng đến Thứ sử Tần Châu (秦州; nay là Thiên Thủy, Cam Túc). Về sau, Đậu Thao bị nịnh thần dèm công đố kỵ, hãm hại bị giáng chức và đầy đến Lưu Sa (nay là vùng sa mạc Bạch Long Thán, Tân Cương). Đậu Thao từ biệt vợ lên đường. Tô thị thề nguyền một lòng chung thủy không tái giá, cho dù đá khô biển cạn, cũng không thay lòng đổi dạ, rồi Đậu Thao gạt lệ từ biệt Tô thị ở trước cửa A Dục Vương tự năm nào, ngoài cổng thành phía Bắc.
Tô thị ngày đêm tưởng nhớ chồng, hôm nào cũng làm thơ, để tả nỗi lòng thương nhớ chồng của mình. Ngày tháng trôi đi, năm này qua năm khác, nàng viết được hơn 7900 bài.
Về sau, Đậu Thao ở xa sủng ái một người thiếp mà quên đi Tô thị, khiến nàng đau đớn và uất hận. Sau đó, Tô thị đã làm ra Tuyền Ki đồ (璇玑图), hay còn gọi Chức Cẩm Hồi văn thi, do bài thơ này được nàng dệt lên gấm, theo kiểu hồi văn, một thể loại khó mà nàng đã tự tay sáng tạo nên. Sau khi hoàn thành, nàng đã gửi đến cho Đậu Thao xem, và y ngay lập tức sai người rước nàng đến Lưu Sa.

## Tuyền Ki đồ
Sau khi Đậu Thao ở Lưu Sa, chàng ta lại lấy một người sủng thiếp khác là Triệu nương, một người con gái xinh đẹp và có tài ca múa. Tô Huệ được tin đó, nên từ thương nhớ, chuyển ra đau thương phẫn hận. Một mình trước hoa dưới nguyệt, cô phòng tịch mịch, lẻ loi đơn chiếc, sáng tác ra những khúc tình thi, uyển chuyển thê lương ai oán.
Một hôm nàng vô tình, rầu rĩ ngồi uống trà, cầm trên tay một chiếc bình trà nhỏ tinh xảo, ngắm nghía cho khuây khỏa làm vui, thấy trên thân bình trà có khắc mấy chữ: "Khả Dĩ Thanh Tâm Dã" (可以清心也; Có thể làm cho tâm hồn thanh tịnh trong sáng).
Nàng đọc đi đọc lại 5 chữ đó. Chợt nhận ra rằng bất luận bắt đầu đọc một từ nào trong năm chữ này, đều có thể tạo được một câu có ý nghĩa, Tô Huệ nảy ra ý nghĩ dựa vào hình thức của năm câu này, để viết thành một thể tài thơ văn đặc biệt và lạ lùng quái đản. Nỗi nhớ triền miên nên hồn thơ dâng trào lên ngọn bút làm thành 10 bài tứ tuyệt.
Sau đó, nàng bỏ công mấy tháng trời, dùng những sợi tơ ngũ sắc để dệt thơ của mình trên gấm, thành một tấm khăn tay, vuông vắn 8 thốn, gồm 841 chữ, được thêu theo hình trôn ốc, từ ngoài xoáy tròn vào trung tâm bức gấm, tạo thành một bức họa đồ hình bằng lụa gọi là Tuyền Ki Đồ (璇璣图).
Tuyền Ki (璇璣), nguyên có nghĩa là những ngôi sao tạo thành chòm sao Bắc Đẩu ở trên trời. Nên Tô Huệ đặt tên bức hình đồ đó là Tuyền Ki, là vì 841 chữ dệt trên bức khăn đó, trông giống như những ngôi sao xếp thành hàng, một cách kỳ diệu và lý thú. Ai đọc được thì biết; không đọc được thì mơ hồ lung tung. Đó chính là những ngôn từ của người vợ chung thủy âm thầm thương nhớ chồng.
Mười bài thơ ấy được truyền tụng với bức gấm thêu, ai cũng nức nở khen cho Tô là một bậc kỳ tàị. Trước họ gọi bức gấm thơ ấy là Tô Huệ chức cẩm hồi văn (苏蕙織錦回文).

## Tuyền Ki đồ văn tự gốc
圖璣璇文回錦織色五蘭若蕙氏蘇

琴清流楚激弦商秦曲發聲悲摧藏音和詠思惟空堂心憂增慕懷慘傷仁

芳廊東步階西遊王姿淑窈窕伯邵南周風興自后妃荒經離所懷歎嗟智

蘭休桃林陰翳桑懷歸思廣河女衛鄭楚樊厲節中闈淫遐曠路傷中情懷

凋翔飛燕巢雙鳩土迤逶路遐志詠歌長嘆不能奮飛妄清幃房君無家德

茂流泉清水激揚眷頎其人碩興齊商雙發歌我袞衣想華飾容朗鏡明聖

熙長君思悲好仇舊蕤葳桀翠榮曜流華觀冶容為誰感英曜珠光紛葩虞

陽愁嘆發容摧傷鄉悲情我感傷情徵宮羽同聲相追所多思感誰為榮唐

春方殊離仁君榮身苦惟艱生患多殷憂纏情將如何欽蒼穹誓終篤志貞

牆禽心濱均深身加懷憂是嬰藻文繁虎龍寧自感思岑形熒城榮明庭妙

面伯改漢物日我兼思何漫漫榮曜華雕旌孜孜傷情幽未猶傾苟難闈顯

殊在者之品潤乎愁苦艱是丁麗壯觀飾容側君在時岩在炎在不受亂華

意誠惑步育浸集悴我生何冤充顏曜繡衣夢想勞形峻慎盛戒義消作重

感故暱飄施愆殃少章時桑詩端無終始詩仁顏貞寒嵯深興後姬源人榮

故遺親飄生思愆精徽盛醫風比平始璇情賢喪物歲峨慮漸孽班禍讒章

新舊聞離天罪辜神恨昭盛興作蘇心璣明別改知識深微至嬖女因姦臣

霜廢遠微地積何遐微業孟鹿麗氏詩圖顯行華終凋淵察大趙婕所佞賢

水故離隔德怨因幽元傾宣鳴辭理興義怨士容始松重遠伐氏好恃兇惟

齊君殊喬貴其備曠悼思傷懷日往感年衰念是舊愆涯禍用飛辭恣害聖

傑子我木平根當遠嘆水感悲思憂遠勞情誰為獨居經在昭燕輦極我配

志惟同誰均難苦離戚戚情哀慕歲殊嘆時賤女懷歡網防青實漢驕忠英

清新衾陰勻尋辛鳳知我者誰世異浮寄傾鄙賤何如羅萌青生成盈貞皇

純貞志一專所當麟沙流頹逝異浮沉華英翳曜潛陽林西昭景薄榆桑倫

望微精感通明神龍馳若然倏逝惟時年殊白日西移光滋愚讒漫頑凶匹

誰雲浮寄身輕飛昭虧不盈無倏必盛有衰無日不陂流蒙謙退休孝慈離

思輝光飭桀殊文德離忠體一達心意志殊憤激何施 電疑危遠家和雍飄

想群離散妾孤遺懷儀容仰俯榮華麗飾身將無誰為逝容節敦貞淑思浮

懷悲哀聲殊乖分聖貲何情憂感惟哀志節上通神祇 推持所貞記自恭江

所春傷應翔雁歸皇辭成者作體下遺葑菲採者無差生從是敬孝為基湘

親剛柔有女為賤人房幽處己憫微身長路悲曠感生民梁山殊塞隔河津

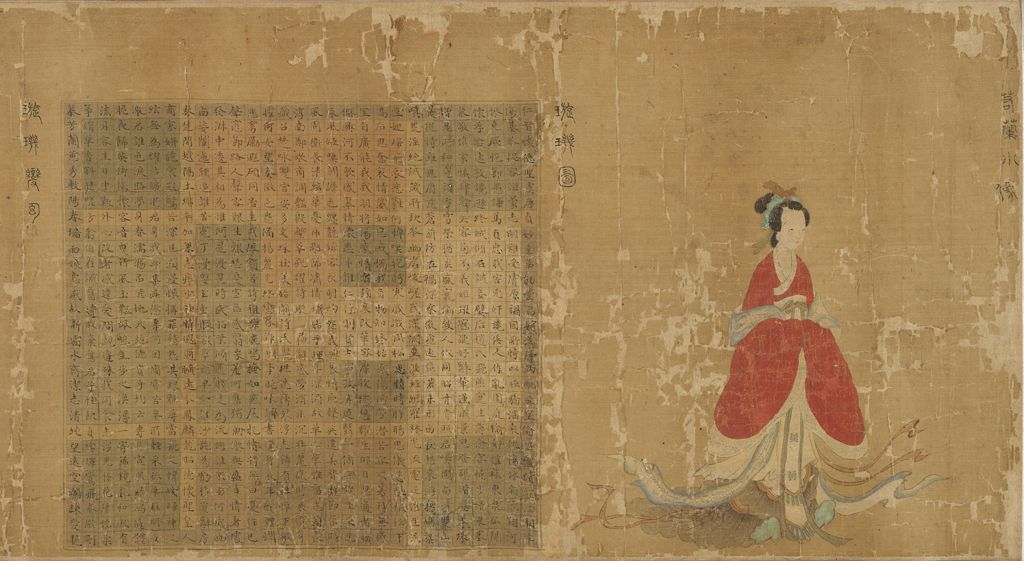
Tô Huệ và bài Tuyền Ki đồ

Như trên đã trình bầy, Tuyền Ki Đồ, hay Chức Cẩm Hồi Văn Thi là một chiếc khăn tay vuông vắn, ngang rộng 8 tấc, có 841 chữ, được dệt bằng những sợi tơ ngũ sắc là: đỏ, vàng, lam, trắng, đen, tím; xếp thành 29 hàng, được phân ra thành 17 phần khác nhau.
- Ngoại vi và nội bộ xếp theo hình chữ Tỉnh (丼), bằng những chữ màu đỏ.
- Ở bốn góc, là bốn phần hình vuông, hàng ngang và hàng dọc, mỗi hàng 6 chữ mầu đen.
- Ở phía trên và bên dưới, là 2 phần hình chữ nhật, hàng ngang 6 chữ, hàng dọc 13 chữ, màu lam.
- Ở bên tả và bên hữu là hai phần, hàng ngang có 6 chữ, hàng dọc 13 chữ, màu vàng.
- Ở trung tâm là chữ Tỉnh, ở giữa lại chia ra hai phần trên và dưới, hàng dọc có 4 chữ, hàng ngang có 5 chữ.
- Hai phần tả và hữu, hàng dọc có 5 chữ hàng ngang 4 chữ.
- Trung tâm chữ của chữ Tỉnh, mỗi hàng dọc ngang có ba chữ, màu vàng.

Nếu đọc theo các chiều ngang dọc, quay tròn, ngược xuôi, thuận nghịch, đều có thể thành văn cả, hoặc thuộc loại thơ tam ngôn, tứ ngôn, ngũ ngôn, lục ngôn và thất ngôn, cộng được 7958 bài. Mỗi bài thơ tiết tấu đều hòa, đối tượng hoàn chỉnh, âm luật hòa hài, đọc lên nghe như lời than thở trách móc ai oán, tình cảm thật thà, ý tứ tha thiết, khiến người đọc có thể rơi lệ, thật là một thể thơ tuyệt diệu quái dị, tưởng do trời ban.
Tuyền Ki Đồ truyền đến hậu thế, đã làm hao tổn tâm cơ trí óc không biết bao nhiêu là các bậc văn nhân nhã sĩ đi tìm hiểu.
- Võ Tắc Thiên nhà Đường đã từng để ý nghiên cứu bài thơ này, tìm ra được hơn 280 bài thơ.
- Đến thời nhà Tống, cao tăng Khởi Tông, thì tìm được 3752 bài.
- Đến đời nhà Minh, có Khang Vạn Dân đã bỏ hết cuộc đời để nghiên cứu Tuyền Ki Đồ và viết ra tác phẩm Tuyền Ki Đồ Độc Pháp.